# Alberto Schommer
Alberto Schommer (* 9. August 1928 in Vitoria-Gasteiz, Spanien; † 10. September 2015 in San Sebastián, Spanien) war ein spanischer Fotograf.

## Biographie

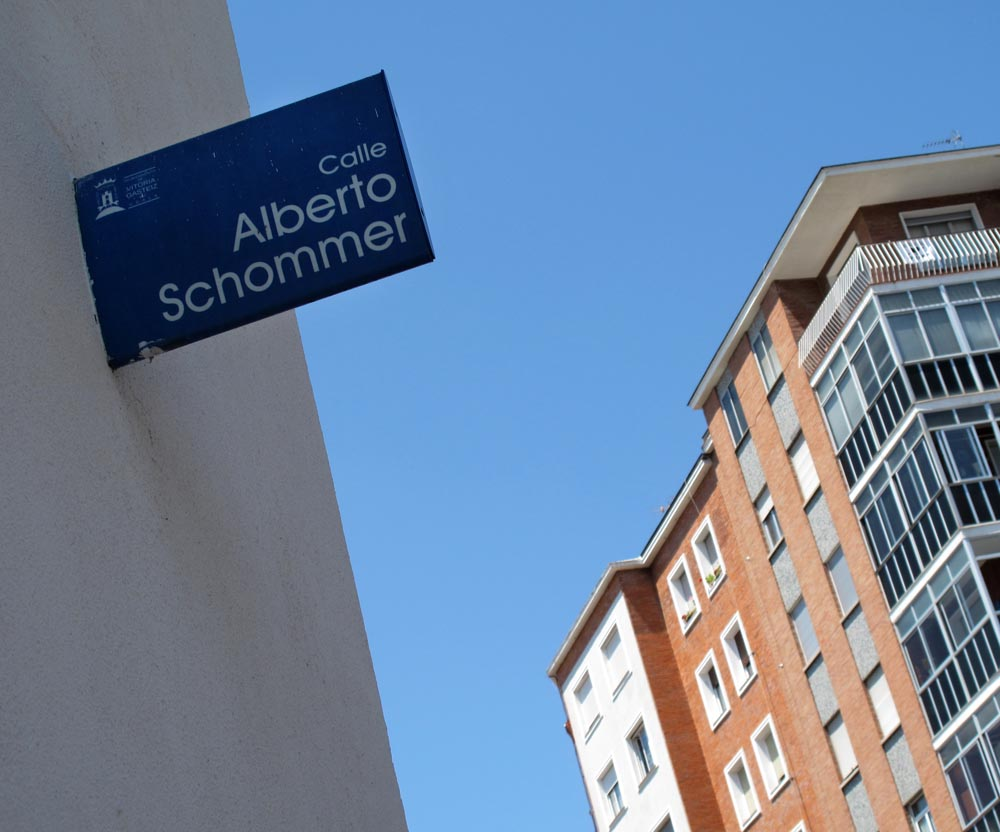
Straßenschild in Vitoria

Alberto Schommer begann seine Karriere als Fotograf im Atelier seines deutschen Vaters, Alberto Schommer Koch, der in den 1940er-Jahren in die baskische Stadt umgezogen war und ein Geschäft eröffnet hatte. Danach erweiterte Alberto Schommer seine Ausbildung in Madrid, Köln, New York und Paris.
Eine Straße in seiner Geburtsstadt Vitoria-Gasteiz trägt heute seinen Namen.

## Werk
Der Autor hat für seine Arbeiten mehrere Preise erhalten, etwa die Medalla al mérito de las Bellas Artes 2008 der spanischen Regierung. Er arbeitete lange für die Zeitung El País und fotografierte viele spanische Persönlichkeiten. 1997 publizierte er anspruchsvolle Fotobände wie Seville und Flamenco und stellte in der Grupo Ondarri in Elgóibar aus.

## Ausstellungen (Auswahl)
- 2006 AFAL 1956–1963 - El grupo Fotográfico - Centro Andaluz de Arte Contemporáneo (CAAC), Sevilla
- 2003/2004 Brandenburgische Kunstsammlungen Cottbus[2]
- 1998 The Living Museum - Museo Thyssen-Bornemisza, Madrid

## Werke (Auswahl)
- París–Berlin. Übersetzung der englischen Texte Sergio Missana. Madrid : Fundación BBVA, 2002
- La vida, Hamburg : Blue-Book-Verlag, 1996
- Einführung in unsere Museen, Baskische Regierung, Abt. für Landpolitik, Transport u. Tourismus, 1983
- Euskadi und seine politischen Institutionen, Baskische Regierung, Abt. für Kultur u. Tourismus, 1983
- Bilbao: die Stadt am Nervion, Bask. Regierung, Abt. für Handel, Fischerei u. Tourismus, 1982
- Loyola, Bask. Regierung, Abt. für Handel, Fischerei u. Tourismus, 1982
- Ein lebender Körper: Dom Santa María in Vitoria-Gasteiz, Spanien (2007)
- Erste Epoche,  (2007)
- Maskenzauber, Blue Book (1998), ISBN 3980503828
- La búsqueda. La mezquita de Córdoba , Ediciones Turner, 1993